# Ighil Oumced

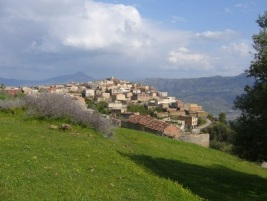
Ighil Oumced

Ighil Oumced est un village typique de la Kabylie, une région montagneuse d'Algérie. Il est niché au sommet d'une montagne, dans la commune de Chellata de la daïra d'Akbou.

## Histoire
Le notable Nubel avait 7 enfants : Firmus, Gildon, Dius, Cyria, Sammac, Masciel et Mazuca.
Sammac édifia le château de Pétra aussi grand qu'un village; il sera tué par son frère Firmus pour des raisons obscures. Ce dernier se souleva contre les tyrans romains. Sa sœur Cyria se chargea de corrompre les dignitaires romains par la distribution d’argent et de bijoux. Le mouvement ne tarda pas à gagner les masses populaires autochtones et les militaires berbères romanisés. La révolte était générale et Firmus s’empara de Césarée qu’il brûla et prit Icosium. Dans la vallée, le peuple s'insurgeait et se rangeait derrière le chef berbère; ainsi Rome, effrayée par la tournure des événements, envoya un général sur Saldea. L'acharnement des troupes auxiliaires romaines soutenues par Gildon (le propre frère de Firmus) permit à Théodose de raser le château de Pétra et de s’emparer de l'oppidum Lanfactence. Le soulèvement est étouffé vers 375 ap. J.-C.
Aujourd’hui le site de Mlakou garde l’histoire de ce drame à travers les noms des lieux tels Thigarniwin (la déformation lexicale de l’expression ; thangar s yiwen (génocide) et les patronymes des familles.

## Géographie

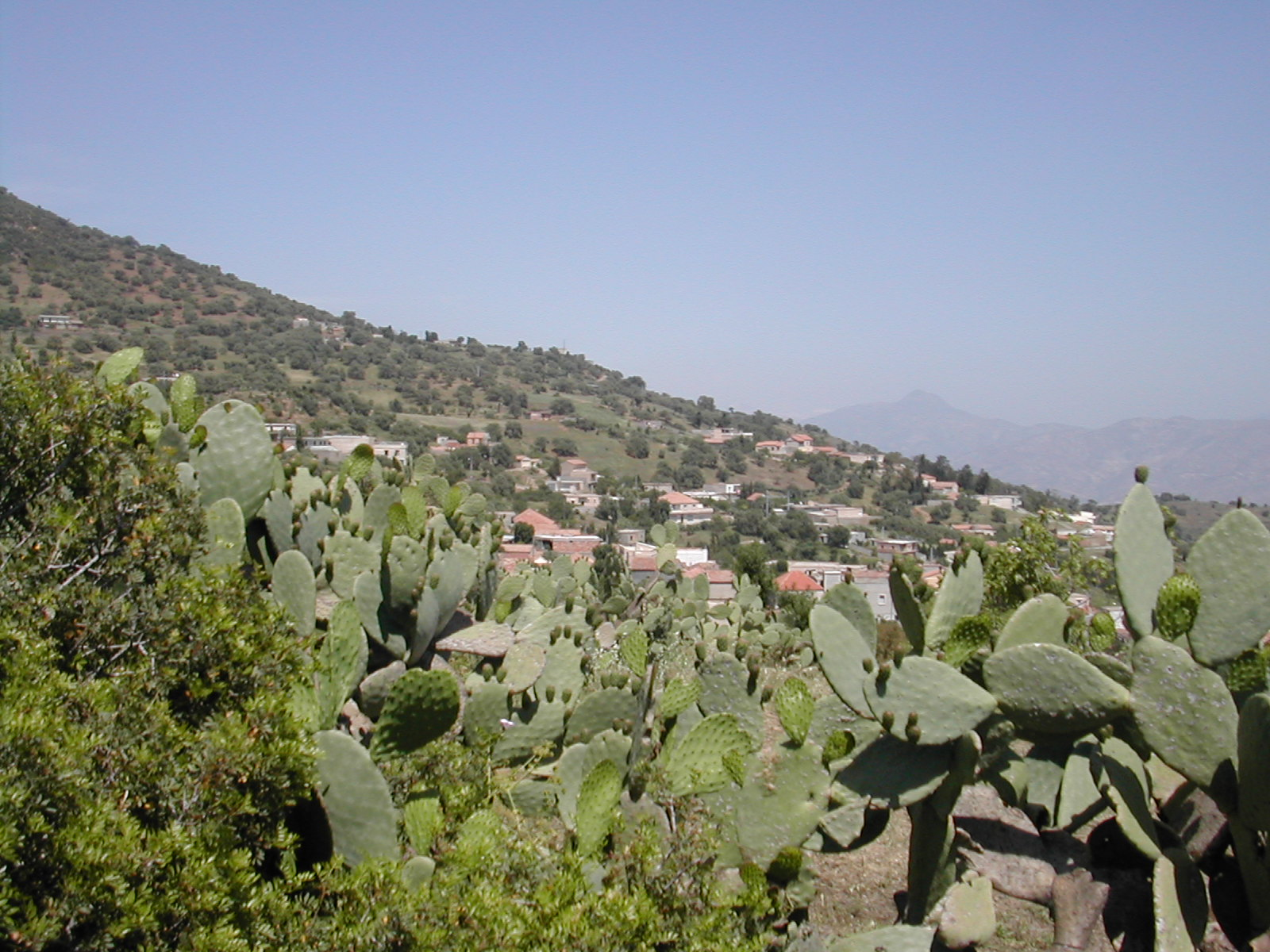
Ighil Oumced

Ighil Oumced est située au sud-ouest de la wilaya de Béjaïa ; distant de plus de 70 km de son chef-lieu.

Il est situé à haute altitude entre trois communes : Ouzellaguen, Akbou et Chellata. Ighil Oumced ne dépend en réalité que de cette dernière.

## Population
Ighi Oumced demeure l'un des villages les plus denses de la Kabylie.
La population d'Ighil Oumced est estimée à 5 000 habitants.
Ighil Oumced contient un site archéologique. Il est situé entre le chemin de wilaya n° 159 et la piste menant au chef-lieu d’Ighil Oumced, à une douzaine de kilomètres par voie routière de la ville d’Akbou où sont localisées les ruines de l’antique ville d'Ausum.
Les villageois ont exhumé les vestiges d'une civilisation «bérbero-romaine» au niveau du lieu-dit « Vouathmane », parmi ce qui a été découvert, on notera particulièrement:
Deux stèles à trois registres unies par deux motifs communs ; un homme allongé sur un lit, deux serviteurs à ses côtés (une femme et un homme), en face de lui une table à trépied. puis un cavalier occupe la partie supérieure, au centre les deux stèles marquent leurs différences.

Le registre centrale semble être plus ancien au vu de la manière dont ont été sculptés les différents motifs, ce qui est remarquable les deux motifs qui se répètent sur les deux stèles qui les renvoie à la même civilisation. Le registre de l'une des stèles est plus élaboré, on distingue un enfant nu en face d’un oiseau qui est vraisemblablement un rapace (signes liés à la religion chrétienne vers les IIIe et IVe siècles ap. J.-C.)
Elle porte la mention D.M.S (dius manibus sacrum)LESCIG MILT VIXIT LXXV HIC S.E. cavalier mort à 75 ans.
Sur l’étendue du site existe une multitude de pierres de taille, colonnes, des débris de poteries, et grottes non encore explorées. La position géographique du site dominant la plaine et orienté vers la rive est de la Soummam où est implanté le château de Petra dévoile enfin l’arcane du site. Il s’agit vraisemblablement du fameux oppidum Lanfoctance que le général romain avait pris lors de la guerre de Firmus, après avoir rasé le château de Petra sis à Mlakou, face à Ighzer Amokrane.
Une certitude est que le site n’était pas allié aux Romains, sinon il n'aurait pas été attaqué ce qui pousse à croire que ses habitants étaient majoritairement berbères

## Culture
Un lieu saint situé dans les terres ighiliennes, Amessaoud.

## Association
Association "Amsed"
CSA ÉTOILES MONTANTES IGHIL OUMSED.
ASSOCIATION SOCIALE.
AAJ LES AMIS DE LA JEUNESSE.
ASSOCIATION DES PARENTS D'ÉLÈVES.
ASSOCIATION RELIGIEUSE.

## Les grandes figures
-Djamal Zehnati (Zinati) Homme politique et militant de la cause Amazigh est originaire d'Ighil Oumced.
Hamadache Tahar écrivain, militant de la cause Amazigh , doctorant en longue française.